# Тудулінна (волость)
Тудулінна (ест. Tudulinna vald) — волость в Естонії, у складі повіту Іда-Вірумаа. Волосна адміністрація розташована в селищі Тудулінна.

## Розташування
Площа волості — 270 км², чисельність населення становить 629 осіб.
Адміністративний центр волості — сільське селище (ест. alevik) Тудулінна. Крім того, на території волості знаходяться ще 9 сіл: Келлассааре, Леммаку, Оонурме, Перессааре, Пикати, Раннапунгер'я, Роостоя, Сагаргу, Тагаїе.